# Brett Lancaster
Pour les articles homonymes, voir Lancaster.
Brett Lancaster, né le 15 novembre 1979 à Shepparton, est un coureur cycliste australien. Il fait d'abord carrière sur piste, s'illustrant en poursuite par équipes avec une médaille d'or aux Jeux olympiques de 2004, deux titres de champion du monde en 2002 et 2003, et deux records du monde en 2003 et 2004. Professionnel sur route de 2002 à 2015, il est ensuite directeur sportif de l'équipe Ineos jusqu'en 2022.

## Biographie

### Carrière sur piste: titres mondiaux et olympique en poursuite par équipes
En catégorie junior, Brett Lancaster est champion d'Australie du critérium sur route en 1996, puis champion du monde de poursuite par équipes, champion d'Australie du contre-la-montre, de la poursuite et du kilomètre en 1997.
En 1998, il est sélectionné pour participer aux Jeux du Commonwealth avec l'équipe d'Australie. Il y obtient la médaille d'argent de la poursuite par équipes, avec Bradley McGee, Michael Rogers, Luke Roberts et Timothy Lyons.
En 2000, il fait partie de cette équipe aux Jeux olympiques de Sydney. Il ne dispute que la manche de qualification du tournoi de poursuite individuelle. L'équipe d'Australie est ensuite éliminée en quart de finale et classée cinquième.
En 2002, il obtient son premier titre de champion du monde de poursuite par équipes élite à Copenhague, avec Peter Dawson, Stephen Wooldridge et Luke Roberts. L'année suivante, l'équipe d'Australie, composée des mêmes coureurs, conserve son titre à Stuttgart. Elle y établit un nouveau record du monde en parcourant les 4 000 mètres en 3 min 57 s 280. Le record précédent avait été établi par l'équipe d'Australie aux Jeux du Commonwealth de 2002, sans Lancaster.
En 2004, Lancaster participe à nouveau aux Jeux olympiques, à Athènes. Avec Luke Roberts, Graeme Brown et Bradley McGee, il est médaillé d'or de la poursuite par équipes. En demi-finale, ils établissent un nouveau record du monde de la discipline, en 3 min 56 s 322. À la fin de cette année, il décide de délaisser la piste pour se consacrer à la route.

### Arrivée sur route
En 2002, Lancaster devient professionnel avec l'équipe australienne iteamNova,. Il gagne le Tour d'Overijssel, aux Pays-Bas. L'année suivante, il rejoint l'équipe italienne Ceramiche Panaria. Il dispute au printemps le Tour d'Italie, son premier grand tour. En 2004, il gagne une étape du Tour de Langkawi, à l'issue d'une échappée de 135 kilomètres, dont plus de cinquante en solitaire. 2005 est la première année durant laquelle il donne la priorité à la route. Il remporte le prologue du Tour d'Italie, ce qui lui permet d'être le premier coureur de l'équipe Panaria à porter le maillot rose.

### 2007-2008: chez Milram, et retour sur piste aux Jeux de Pékin
En 2007, Brett Lancaster est recruté par l'équipe Milram, afin d'y être un équipier du sprinter italien Alessandro Petacchi. Il dispute son premier Tour de France, qu'il doit abandonner, blessé. Fin 2007, il revient à la piste pour préparer les Jeux olympiques de 2008.
Blessé, il ne peut pas prendre part aux championnats du monde sur piste, en mars à Manchester, où l'équipe d'Australie obtient la médaille de bronze en poursuite par équipes, tandis que l'équipe britannique bat le record établi par les Australiens quatre ans auparavant. En août, Lancaster représente l'Australie aux Jeux olympiques de Pékin, lors du tournoi de poursuite individuelle. Il ne réalise pas un temps suffisant pour le qualifier pour les demi-finales et est classé douzième. Il n'est en revanche pas sélectionné pour la poursuite par équipes. L'entraîneur de l'équipe nationale Iain McKenzie estime qu'il n'a pas suffisamment récupéré après le Tour de France, et bien qu'il le considère comme l'un des meilleurs au monde pour cette discipline, il préfère l'écarter. De retour sur route, Brett Lancaster remporte le prologue du Tour d'Allemagne à la fin du mois d'août.

### 2009-2011: chez Cervélo puis Garmin-Cervélo
En 2009, il est engagé par l'équipe Cervélo. Il y est un coéquipier important du sprinter Thor Hushovd. Il se classe deuxième du Tour du Poitou-Charentes. En 2010, il remporte une étape du Tour de Californie.
En 2011, Cervélo fusionne avec l'équipe Garmin, qui devient Garmin-Cervélo. Lancaster suit ce mouvement. Il devient un équipier du sprinter américain Tyler Farrar.

### 2012-2015 chez Orica-GreenEDGE
En 2012, Brett Lancaster est recruté par la nouvelle équipe australienne Orica-GreenEDGE. Il y joue un rôle important au sein du « train » du sprinter de l'équipe, Matthew Goss, et lors des contre-la-montre par équipes. Il dispute en 2012 le Tour d'Italie, où il est sixième de la première étape en contre-la-montre, et le Tour de France. Il est sixième du prologue malgré une chute pendant l'échauffement. Blessé à la jambe gauche, il est distancé dans les premiers kilomètres de la 15e étape qui se dispute à un rythme élevé. Voyant qu'il allait terminer hors des délais, Lancaster abandonne au moment du ravitaillement.
En 2013, il est troisième d'une étape du Tour de Catalogne en début de saison. Il dispute à nouveau le Giro en tant qu'équipier de Goss. Après l'abandon de celui-ci, malade, Lancaster est désigné leader de l'équipe pour les sprints. Il se classe quatrième et cinquième d'étapes. En juin, il gagne au sprint une étape du Tour de Slovénie. Il participe en juillet au Tour de France, à nouveau pour accompagner Goss. Orica-GreenEDGE fait du contre-la-montre par équipes un objectif important. Elle remporte cette étape, permettant Simon Gerrans puis Daryl Impey de porter le maillot jaune pendant deux jours chacun. En septembre, aux championnats du monde sur route à Florence, Lancaster et ses coéquipiers d'Orica-GreenEDGE sont médaillés d'argent du contre-la-montre par équipes, battus d'une seconde par l'équipe belge Omega Pharma-Quick Step. En fin de saison, son contrat avec l'équipe est renouvelé pour deux ans
Sur le Tour d'Italie 2014, Lancaster, comme de nombreux autres coureurs, chute dans les derniers kilomètres de la sixième étape. Il termine l'étape mais ne repart pas le lendemain car des examens médicaux révèlent qu'il est atteint d'une fracture de la main droite. Aux championnats du monde, à Ponferrada, l'équipe Orica-GreenEDGE, avec Lancaster, obtient à nouveau la médaille d'argent du contre-la-montre par équipes, cette fois derrière l'équipe BMC Racing.
Il met un terme à sa carrière de coureur à l'issue de la saison 2015.

### Après carrière
En 2016, il devient directeur sportif au sein de l'équipe Sky. Il y reste jusqu'en 2022.

## Palmarès sur route

### Palmarès amateur
| - 1996 - Champion d'Australie du critérium juniors - 1997 - Champion d'Australie du contre-la-montre juniors - 2e du championnat d'Australie du critérium juniors | - 2001 - 13e étape du Herald Sun Tour - 2002 - Tour d'Overijssel |  |

### Palmarès professionnel
- 2004
  - 3e étape du Tour de Langkawi
- 2005
  - Prologue du Tour d'Italie
  - 2e de Paris-Camembert
  - 3e du Prix de Misano-Adriatico
- 2007
  - 3e de l'Eindhoven Team Time Trial  (avec l'équipe Milram)
- 2008
  - Prologue du Tour d'Allemagne
- 2009
  - 2e du Tour du Poitou-Charentes
- 2010
  - 2e étape du Tour de Californie
- 2013
  - 4e étape du Tour de Slovénie
  - 4e étape du Tour de France (contre-la-montre par équipes)
  -  Médaillé d'argent au championnat du monde du contre-la-montre par équipes
- 2014
  - 1re étape du Tour d'Italie (contre-la-montre par équipes)
  -  Médaillé d'argent au championnat du monde du contre-la-montre par équipes
- 2015
  - 1re étape du Tour d'Italie (contre-la-montre par équipes)

### Résultats sur les grands tours

#### Tour de France
6 participations
- 2007 : abandon (5e étape)
- 2008 : 129e
- 2009 : 127e
- 2010 : 159e
- 2012 : abandon (15e étape)
- 2013 : 154e, vainqueur de la 4e étape (contre-la-montre par équipes)

#### Tour d'Italie
9 participations
- 2003 : abandon
- 2004 : 124e
- 2005 : 112e, vainqueur du prologue,  maillot rose pendant 1 jour
- 2007 : 115e
- 2011 : abandon (15e étape)
- 2012 : non-partant (14e étape)
- 2013 : 121e
- 2014 : non-partant (7e étape), vainqueur de la 1re étape (contre-la-montre par équipes)
- 2015 : 128e, vainqueur de la 1re étape (contre-la-montre par équipes)

#### Tour d'Espagne
1 participation
- 2014 : abandon (13e étape)

### Classements mondiaux
| Année              | 2005 | 2006 | 2007 | 2008 | 2009 | 2010 | 2011 | 2012 | 2013 | 2014 | 2015 |
| ------------------ | ---- | ---- | ---- | ---- | ---- | ---- | ---- | ---- | ---- | ---- | ---- |
| Classement ProTour |      |      | 126e | 119e |      |      |      |      |      |      |      |
| UCI World Tour     |      |      |      |      |      |      |      | nc   | 169e | nc   | nc   |
| UCI America Tour   |      |      |      |      | 198e | 97e  |      |      |      |      |      |
| UCI Asia Tour      | 78e  |      |      |      |      |      |      |      |      |      |      |
| UCI Europe Tour    | 149e | 460e |      |      | 262e |      |      |      |      |      |      |
| UCI Oceania Tour   |      | 49e  |      |      |      |      |      |      |      |      |      |

## Palmarès sur piste

### Jeux olympiques
- Athènes 2004
  -  Champion olympique de poursuite par équipes (avec Luke Roberts, Graeme Brown et Bradley McGee)
- Pékin 2008
  - 12e de la poursuite

### Championnats du monde
- Ballerup 2002
  -  Champion du monde de poursuite par équipes (avec Peter Dawson, Stephen Wooldridge et Luke Roberts)
- Stuttgart 2003
  -  Champion du monde de poursuite par équipes (avec Peter Dawson, Stephen Wooldridge et Luke Roberts)
  - 10e de la poursuite

### Championnats du monde juniors
- 1997
  -  Champion du monde de poursuite par équipes (avec Graeme Brown, Scott Davis et Michael Rogers)

### Coupe du monde
- 1998
  - 1er de la poursuite par équipes à Victoria (avec Timothy Lyons, Luke Roberts et Michael Rogers)
  - 3e de la poursuite à Victoria
- 1999
  - 1er de la poursuite par équipes à San Francisco (avec Graeme Brown, Nigel Grigg et Luke Roberts)
  - 1er de la poursuite par équipes à Cali
- 2004
  - 3e de la poursuite par équipes à Manchester (avec Ashley Hutchinson, Bradley McGee et Stephen Wooldridge)

### Jeux du Commonwealth
- 1998
  -  Médaillé d'or de la poursuite par équipes (avec Bradley McGee, Michael Rogers, Luke Roberts et Timothy Lyons)

### Championnats nationaux
| - 1997 - Champion d'Australie de poursuite juniors - Champion d'Australie du kilomètre juniors - 2e de la poursuite par équipes juniors - 2e de la vitesse par équipes juniors - 1998 - 3e de la poursuite - 1999 - 2e de la poursuite | - 2000 - 2e de la poursuite - 2e de la poursuite par équipes - 2001 - 2e de la poursuite par équipes - 3e de l'américaine (avec Brett Aitken) - 2003 - 2e de l'américaine (avec Luke Roberts) |